# 7845 Маккім
7845 Маккім (7845 Mckim) — астероїд головного поясу, відкритий 1 січня 1996 року.
Тіссеранів параметр щодо Юпітера — 3,100.